# میرکا فدرر
میرکا فدرر (انگلیسی: Mirka Federer؛ زاده ۱ آوریل ۱۹۷۸) یک تنیس‌باز اهل سوئیس است. او همسر راجر فدرر است. میرکا که حدود سه سال از راجر بزرگتر است در رقابت‌های المپیک سیدنی عضو تیم تنیس زنان سوئیس بود و آشنایی راجر با وی به همین بازی‌ها بر می‌گردد. بالاترین رتبه میرکا در رنگینک جهانی تنیس عنوان هفتاد و ششمی است که در اول سپتامبر ۲۰۰۱ به آن دست یافت. او در سال ۲۰۰۲ به علت مصدومیت از ناحیه پا بازنشستگی اش را اعلام کرد.